# D-димер
D-диме́р — это продукт распада фибрина, небольшой фрагмент белка, присутствующий в крови после разрушения тромба (процесс фибринолиза). Он называется «димер», так как содержит два соединяющихся D фрагмента белка фибриногена.
Для диагностики тромбоза можно определить концентрацию D-димеров в крови — тест на D-димеры. С момента своего появления в 1990-х годах тест на D-димеры стал важным исследованием для пациентов с подозрением на тромботические нарушения. В то время как отрицательный результат практически исключает тромбоз, положительный результат может быть вызван как тромбозом, так и другими возможными причинами. Его главная польза, таким образом, — исключение тромбоэмболии. Кроме того, он используется в диагностике ДВС-синдрома (синдром внутрисосудистого свертывания) и нарушений свертывания крови, связанных с инфекцией COVID-19. Четырехкратное увеличение белка является показателем плохого прогноза у людей, госпитализированных с COVID-19.

## Принципы

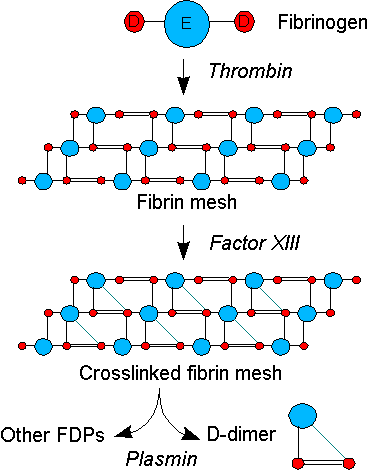
Принципы теста на D-димеры

Коагуляция — образование свёртка крови или тромба — начинается при активации белков свертывания: либо при контакте с поврежденной стенкой кровеносного сосуда («внешний путь» свертывания), либо под влиянием факторов свертывания, содержащихся в плазме крови («внутренний путь» свертывания). Оба пути активации приводят к генерации тромбина — фермента, который преобразует растворимый белок крови фибриноген в фибрин, в свою очередь фибрин образует фибриновое волокно. Другой фермент, генерируемый тромбином, фактор XIII, затем сшивает фибриновое волокно поперечными соединениями, что приводит к образованию нерастворимого геля, служащего каркасом для образования сгустка крови.
Циркулирующий в крови энзим плазмин, основной фермент фибринолиза, расщепляет фибриновый гель в нескольких местах. Полученные фрагменты «высокомолекулярных полимеров» расщепляются плазмином ещё несколько раз и оставляют после себя промежуточные, а затем малые полимеры (продукты распада фибрина). Однако, поперечные связи между двумя D фрагментами остаются неизменными. Типичный фрагмент, содержащий D-димер, состоит из двух доменов D и одного домена E от оригинальной молекулы фибриногена.
D-димеры обычно не присутствуют в плазме крови человека, кроме случаев, когда свертывающая система была активирована, например в случае состоявшегося тромбоза или ДВС-синдрома. Анализ на D-димеры зависит от связывания моноклональных антител с конкретным эпитопом на фрагменте D-димера. Для коммерческого использования существует несколько различных анализаторов на D-димеры, использующих различные моноклональные антитела к D-димеру. Для некоторых из них расстояние до D-димера, на котором возможно связывание с моноклональным антителом, известно. Связывание антитела затем измеряется количественно с помощью одной из различных лабораторных методик.

## Показания
Анализ на D-димеры показан при подозрениях на тромбоз глубоких вен (ТГВ), легочную эмболию (ТЭЛА) или ДВС-синдром. Изучается возможность диагностики расслоения аорты.
Для ТГВ и ТЭЛА существуют различные системы расчета, которые используются для определения «априорной» клинической вероятности этих заболеваний; самые известные были введены Wells и другими (2003).
- при наличии или вероятности серьезных клинических показаний, уровень D-димеров будет иметь незначительное влияние, и начинать антикоагулянтную терапию надо независимо от результатов теста. В случае тромбоза глубоких вен или ТЭЛА могут быть выполнены дополнительные исследования.
- при невысоких и средних клинических показаниях или вероятности:[8]
  - отрицательный уровень D-димера в крови практически исключает тромбоэмболию: уровень, до которого тест на D-димеры уменьшает вероятность тромботических нарушений, зависит от особенностей конкретного теста, использовавшегося в клинических условиях: самый распространенный тест на D-димеры при отрицательном результате говорит о вероятности тромбоэмболии менее 1 %, тогда как вероятность предварительной оценки составляет меньше 15-20 %.
  - Если D-димеры показывают высокий результат, то дальше для подтверждения наличия тромба проводят ультразвуковые исследования вен ног или легких (сцинтиграфия). В зависимости от клинической ситуации, антикоагулянтную терапию можно начать сразу или же после проведения дополнительных исследований.

В некоторых клиниках лабораторные исследования проводят после того, как будет заполнена форма, показывающая оценочную величину, и только в том случае, если эта оценочная величина низкая или средняя. Это уменьшает количество ненужных исследований для пациентов с высокой вероятностью ТГВ и ТЭЛА. Выполнение теста на D-димеры в первую очередь позволяет избежать большого числа визуальных исследований, а также является менее инвазивным. Поэтому тест на D-димеры рекомендуется в качестве первоначальной диагностики.

## Характеристики теста
Различные лабораторные анализаторы имеют чувствительность в диапазоне 93-95 % и специфичность приблизительно 50 % при диагностике тромботических заболеваний.
- Ложноположительный результат возможен в следующих случаях: болезни печени, высокий ревматоидный фактор, воспаление, онкологическое заболевание, травма, беременность, недавно перенесенное хирургическое вмешательство.
- Ложноотрицательный результат встречается в случаях, если анализ взят слишком быстро после формирования тромба, либо наоборот, по прошествии нескольких дней. Кроме того, присутствие антикоагулянтов может приводить к отрицательному результату, так как они препятствуют росту тромба.
- Ложные показания могут наблюдаться в случаях, если объём образца для анализа меньше или больше требуемого. Это наблюдается вследствие дилюционного эффекта антикоагулянтов (образец крови необходимо разбавлять антикоагулянтом в соотношении 9:1)
- Отношение правдоподобия определяется чувствительностью и специфичностью, соотнесенными с предварительной вероятностью.

При интерпретации теста на D-димеры для пациентов старше 50 лет величина, равная возрасту x10, является патологической.

## История
D-димер был впервые описан в 1970-е годы, а его диагностическое применение было найдено в 1990-е.